# 佩恩斯維爾 (密蘇里州)
佩恩斯維爾（英語：Paynesville）是位於美國密蘇里州派克縣的村。

## 人口
根據2020年美國人口普查的數據，佩恩斯維爾的面積為0.68平方千米，皆為陸地。當地共有人口60人，而人口密度為每平方千米88人。